# Ґури (Конінський повіт)
Ґури (пол. Góry) — село в Польщі, у гміні Вільчин Конінського повіту Великопольського воєводства.
Населення — 360 осіб (2011).
У 1975-1998 роках село належало до Конінського воєводства.

## Демографія
Демографічна структура станом на 31 березня 2011 року:
|          | Загалом | Допрацездатний вік | Працездатний вік | Постпрацездатний вік |
| -------- | ------- | ------------------ | ---------------- | -------------------- |
| Чоловіки | 181     | 48                 | 118              | 15                   |
| Жінки    | 179     | 36                 | 102              | 41                   |
| Разом    | 360     | 84                 | 220              | 56                   |